# Morris CS9
El Morris CS9 era un automóvil blindado británico empleado por el Ejército Británico durante las primeras etapas de la Segunda Guerra Mundial. 

## Historia y diseño
La compañía Morris Motors fue uno de los fabricantes de automóviles más influyentes y prolíficos de Gran Bretaña. Por lo que esta firma era una opción lógica para construir vehículos blindados, incluso sin una orden oficial del Estado Mayor. Sin embargo, en este caso, ya había una necesidad, expresada en 1935, de reemplazar los modelos del periodo de la Primera Guerra Mundial. En 1936, Morris Commercial Cars , una subsidiaria de Morris Motors, comenzó el desarrollo de un prototipo. Este vehículo fue probado el mismo año y, en 1937, después de algunas modificaciones, fue aceptado para el servicio. Al mismo tiempo, se realizó un pedido de 99 vehículos, que se entregaron durante el siguiente año. La clasificación del ejército era LAC (Light Armored Car).
El vehículo estaba basado en el chasis del camión Morris Commercial C9 4x2 de 15 cwt. La compartimentación era sencilla, con una cabina de conductor delantera y un compartimento de combate trasero. El vehículo estaba coronado por una torreta abierta que albergaba a dos hombres, en lugar de una completamente cerrada. En esta se instaló un fusil antitanque Boys de 13,9 mm, una ametralladora ligera Bren calibre 7,70 mm o una Vickers HMG de 12,7 mm, y un lanzagranadas de humo.
El conductor iba sentado a la derecha y tenía una cabina de tres caras que emergía del compartimiento de combate. Tenía visores laterales que podían ser cerrados por una tapa deslizante de acero. El capó estaba protegido por un cuerpo blindado remachado con facetas bastante complicadas, y con una ligera inclinación lateral, pero sin escalones ni almacenamiento trasero. Una pala, maza y un pico se colocaron en una posición transversal frente al deflector de la torreta. Contaba con luces estándar y una radio n.º 19. El motor de gasolina de 6 cilindros Morris de 96 hp (72 kW) o una potencia / peso de 21,3 hp/tonelada, servida por una caja de cambios estándar de 4f / 1r. La suspensión era de 4 x 2, con un eje trasero fijo.

## El Morris CS9 en acción
En abril de 1939, el LAC entró en servicio con el Royal Tank Regiment Royal Tank Corps. Treinta y ocho de los CS9 fueron entregados al 12th Royal Lancers, reemplazando al vehículo blindado Lanchester 6×4 de 1928. Los Morris CS9 formaron parte de la Fuerza Expedicionaria Británica, participando en la Batalla de Francia, donde todos fueron destruidos en combate o abandonados cerca de Dunkerque. Los otros 30 sirvieron con el 11.º de Husares (Prince Albert's Own) y fueron enviados a participar en la Campaña en África del Norte, junto con los automóviles blindados Rolls-Royce de la era de la Primera Guerra Mundial. Se constató que, cuando estaba equipado con neumáticos de desierto, el vehículo tenía un buen rendimiento en la arena. Sin embargo, su blindaje y armamento eran insuficientes. Estos vehículos participaron en la guerra del desierto contra el Décimo Ejército italiano y se usaron hasta 1943, algunos fueron capturados y reutilizados por tropas alemanas e italianas. El vehículo fue retirado a mitad de la campaña del norte de África.